# Cholupice
Cholupice – część Pragi. W 2006 zamieszkiwało ją 563 mieszkańców.